# Génération 90
Pour plus de détails, voir Fiche technique et Distribution.
Génération 90 ou Réalité mordante au Québec (Reality Bites) est un film américain réalisé par Ben Stiller en 1994.

## Synopsis
Quatre amis, récemment diplômés de l'université, vivent ensemble à Houston, au Texas. Le guitariste du café Troy Dyer et la cinéaste en herbe Lelaina Pierce sont attirés l'un par l'autre, bien qu'ils n'aient pas donné suite à leurs sentiments, à l'exception d'une brève rencontre ivre il y a des années.
Troy patauge, ayant perdu plusieurs emplois au salaire minimum, dont le dernier pour avoir volé une barre chocolatée à son employeur. Lelaina était major de promotion de son université et aspire à devenir documentariste, bien qu'elle doive initialement se contenter d'un poste d'assistante de production pour un animateur de télévision grossier et odieux.
Lelaina rencontre Michael Grates lorsqu'elle jette une cigarette allumée dans son cabriolet et provoque leur accident de voiture. Ils commencent alors à se voir régulièrement. Il travaille comme cadre sur une chaîne de type MTV appelée In Your Face, et après avoir vu un documentaire sur lequel elle travaille, veut le diffuser sur son réseau.
La colocataire de Lelaina, Vickie, a une série d'aventures d'un soir et de courtes relations avec des dizaines de mecs ; sa promiscuité l'amène à faire face à un risque très réel de contracter le VIH après qu'une ancienne aventure ait été testée positive pour le virus. Travaillant comme associée aux ventes pour The Gap, Vickie est ensuite promue directrice et se contente de son nouvel emploi. Son ami Sammy Gray est gay ; il reste célibataire, non par peur du sida, mais parce que nouer une relation l'obligerait à faire son coming out à ses parents conservateurs.
Après un acte de représailles impulsif, Lelaina perd son emploi, ce qui provoque des tensions avec ses colocataires. Finalement, le test de dépistage du VIH de Vickie revient négatif et Sammy sort du placard devant ses parents (et il commence même à sortir avec des hommes) et les deux parviennent à reprendre leur vie.
Pendant ce temps, la relation de Lelaina avec Michael se dissout après qu'il l'a aidée à vendre le documentaire à son réseau, avec pour résultat qu'ils en font un montage stylisé qui compromet sa vision artistique. Lelaina et Troy ont une conversation à cœur ouvert qui les amène à coucher ensemble et à avouer leurs sentiments. Le lendemain matin, il l'évite et, après une confrontation désordonnée, quitte la ville. Lorsque le père de Troy meurt, cela l'oblige à réévaluer sa vie, décidant de tenter une relation avec Lelaina.
Troy et Lelaina se réunissent et font amende honorable une fois qu'il revient des funérailles de son père à Chicago. Alors qu'on ne voit pas ce qui arrive à Michael, pendant le générique il y a une rupture où deux personnages, "Elaina" et "Roy", qui sont des parodies évidentes de Lelaina et Troy, se disputent sur leur relation. Au fur et à mesure que le générique de "l'émission" se déroule, le nom de Michael est révélé en tant que créateur, ce qui implique qu'il a fait de la relation entre Lelaina et Troy le sujet d'une nouvelle émission sur son réseau.

## Fiche technique
- Titre original : Reality Bites
- Titre français : Génération 90
- Titre québécois : Réalité mordante
- Réalisation : Ben Stiller
- Scénario : Helen Childress
- Musique : Karl Wallinger
- Photographie : Emmanuel Lubezki
- Production : Danny DeVito, Michael Shamberg
- Distribution : Universal Pictures
- Budget : 11 000 000 $
- Pays d'origine :  États-Unis
- Langue originale : anglais
- Genre : Comédie dramatique, romantique
- Durée : 99 minutes
- Dates de sortie :
  -  États-Unis : 18 février 1994
  -  Royaume-Uni : 17 juin 1994
  -  France : 22 février 1995
- Box-office :
  -  États-Unis : 20 982 557 $[1]
  -  France : 109 283 entrées[2]
  -  Mondial : 33 351 557 $[1]

## Distribution
- Winona Ryder (VF : Claire Guyot) : Lelaina Pierce
- Ethan Hawke (VF : Emmanuel Curtil) : Troy Dyer
- Ben Stiller (VF : Jean-Philippe Puymartin) : Michael Grates
- Janeane Garofalo (VF : Dorothée Jemma) : Vickie Miner
- Steve Zahn (VF : Cyrille Artaux) : Sammy Gray
- Joe Don Baker (VF : Marc de Georgi) : Tom Pierce
- John Mahoney (VF : Roland Ménard) : Grant Gubler
- Swoosie Kurtz : Charlane McGregor
- Susan Norfleet : Helen Anne Pierce
- Harry O'Reilly : Wes McGregor
- Anne Meara : Louise
- Andy Dick : Rock
- Keith David (VF : Yves-Marie Maurin) : Roger
- Barry Del Sherman (VF : Nicolas Marié) : Le producteur de Grant
- Renée Zellweger : Tami
- David Spade (VF : Jérôme Rebbot) : Hot Dog Manager (non crédité)

## Bande originale
1. My Sharona - The Knack
2. Spin The Bottle - Juliana Hatfield Three
3. Bed Of Roses - The Indians
4. When You Come Back To Me - World Party
5. Going, Going, Gone - The Posies
6. Stay (I Missed You) - Lisa Loeb
7. All I Want Is You - U2
8. Locked Out - Crowded House
9. Spinning Around Over - Lenny Kravitz
10. I'm Nuthin' - Ethan Hawke
11. Turnip Farm - Dinosaur Jr.
12. Revival - Me Phi Me (en)
13. Tempted - Squeeze
14. Baby, I Love Your Way - Big Mountain
15. Stay (I Missed You) (Living Room mix) - Lisa Loeb
16. Add It Up - Ethan Hawke (Violent Femmes cover)
17. Confusion - New Order
18. Disco Inferno - The Trammps
19. Give a Man a Fish - Arrested Development
20. Fools Like Me - Lisa Loeb

## Réception
Génération 90 a réalisé un assez bon démarrage au box-office américain, avec une cinquième place en première semaine d'exploitation en salles pour finir avec 20,9 millions de dollars de recettes aux États-Unis. À l'étranger, le film engrange 12,3 millions de dollars de recettes et les recettes américaines et internationales additionnées sont de 33,3 millions de dollars.